# Ouranopithecus
Ouranopithecus je rod vyhynulých hominidů, žijících ve svrchním miocénu (před 7–10 miliony let) na území dnešního Řecka a Turecka. Bývá považován za předka afrických homininů.

## Objevy
Ouranopithecus byl poprvé zachycen v roce 1973 na lokalitě Ravin de la Pluie u obce Vathilakkos ve Střední Makedonii. Popsán byl v roce 1974 jako Dryopithecus macedoniensis. Po objevu dalších ostatků na téže lokalitě byly všechny nálezy v roce 1977 revidovány a přiřazeny samostatnému rodu Ouranopithecus jako druh Ouranopithecus macedoniensis. Zároveň byly sjednoceny se zlomkem spodní čelisti nedospělého jedince z Tour la Reine, kterou Gustav Heinrich Ralph von Koenigswald popsal v roce 1972 jako druh Graecopithecus freybergi. Podle objevu z Bulharska z roku 2017 se zdá, že byl předkem rodu Homo.
V současnosti je rod Ouranopithecus doložen zlomky čelistí a zubů také z lokalit Nikiti a Xirochori. Významný je zejména nález dobře dochované lebky na lokalitě Xirochori.
Na základě objevu několika čelistí na lokalitě Çorakyerler na okraji pánve Çankiri ve středním Turecku byl v roce 2007 popsán druh Ouranopithecus turkae.
Třenový zub neznámého hominida, velmi podobný zubům rodu Ouranopithecus, ovšem starý jen 7 milionů let, byl roku 2007 nalezen v pískovně Azmaka u města Chirpan v jižním Bulharsku.

## Popis
Ouranopithecus patřil s hmotností asi 70 kg k velkým hominidům. Dosahoval zhruba velikosti gorilí samice. Odhady váhy jen podle rozměrů zubů jsou ovšem obtížné, protože Ouranopithecus byl pravděpodobně megadontním druhem (tj. se zuby výrazně zvětšenými v poměru k velikosti těla). Přítomnost kostí miocenních turů, nosorožců, koní, žiraf či prasat na řeckých lokalitách ukazuje, že žil spíše v otevřené krajině než v hustém lese.
Morfologie tváře i celé lebky poutá pozornost paleoantropologů, protože nese množství znaků, odkazujících na moderní africké hominidy i na rody Australopithecus a Homo. Obličej byl spíše plochý, s málo vystupujícími čelistmi, zatímco nadočnicové valy byly naopak výrazné. Ouranopithecus se dnešním homininům blížil i malými, hranatými očnicemi, posazenými poměrně daleko od sebe. Podobně jako Australopithecus měl velmi robustní čelisti a ploché široké stoličky, opatřené silnou vrstvou skloviny. Oproti ostatním pozdně miocenním hominidům měl také nezvykle redukované špičáky.
Masivní čelisti, utváření zubů a silná sklovina naznačují, že se Ouranopithecus živil tuhou, na zpracování náročnou potravou, například ořechy, semeny a hlízami. S tím souhlasí i fakt, že nalezené přední zuby jsou často silně opotřebené. Konzumace tužší stravy byla pravděpodobně vynucena postupným vysušováním klimatu během miocénu. Rozšiřování otevřené krajiny na úkor subtropického lesa znamenalo mimo jiné úbytek měkkého ovoce, ale zároveň větší dostupnost různých semen a hlíz.
Kromě dvou článků prstů není znám žádný doklad postkraniální kostry rodu Ouranopithecus, takže není možné rekonstruovat celkovou stavbu těla ani způsob pohybu. Zmíněné články prstů odpovídají spíše životu na zemi než pohybu v korunách stromů, což se také shoduje s nedostatkem lesních porostů v pozdně miocenním Řecku.

## Druhy
V současnosti jsou rozeznávány dva druhy:
- Ouranopithecus macedoniensis byl zachycen v Řecku, na lokalitách Xirochori, Nikiti a Ravin de la Pluie. Žil zde před 9,3 - 9,7 miliony let.[13]
- Ouranopithecus turkae byl nalezen ve středním Turecku na lokalitě Çorakyerler. Ostatky jsou datovány do doby před 7,4 - 8,7 miliony let.[13]

Druh Graecopithecus freybergi je většinou odborníků považován za synonymum druhu Ouranopithecus macedoniensis. Je znám z jediného zlomku spodní čelisti, zachyceného v roce 1944 na lokalitě Tour la Reine (též Pyrgos Vassilissis) poblíž Athén. Někteří badatelé se ovšem domnívají, že rody Ouranopithecus a Graecopithecus by měly být rozlišovány, neboť se mírně liší v anatomii i v době výskytu - Graecopithecus žil asi před 7 - 9 miliony let, zatímco Ouranopithecus macedoniensis zhruba před 9 - 10 miliony let. Plné srovnání není kvůli neúplnosti ostatků možné, ale jméno Graecopithecus by v případě sloučení mělo mít na základě pravidel taxonomické nomenklatury přednost.

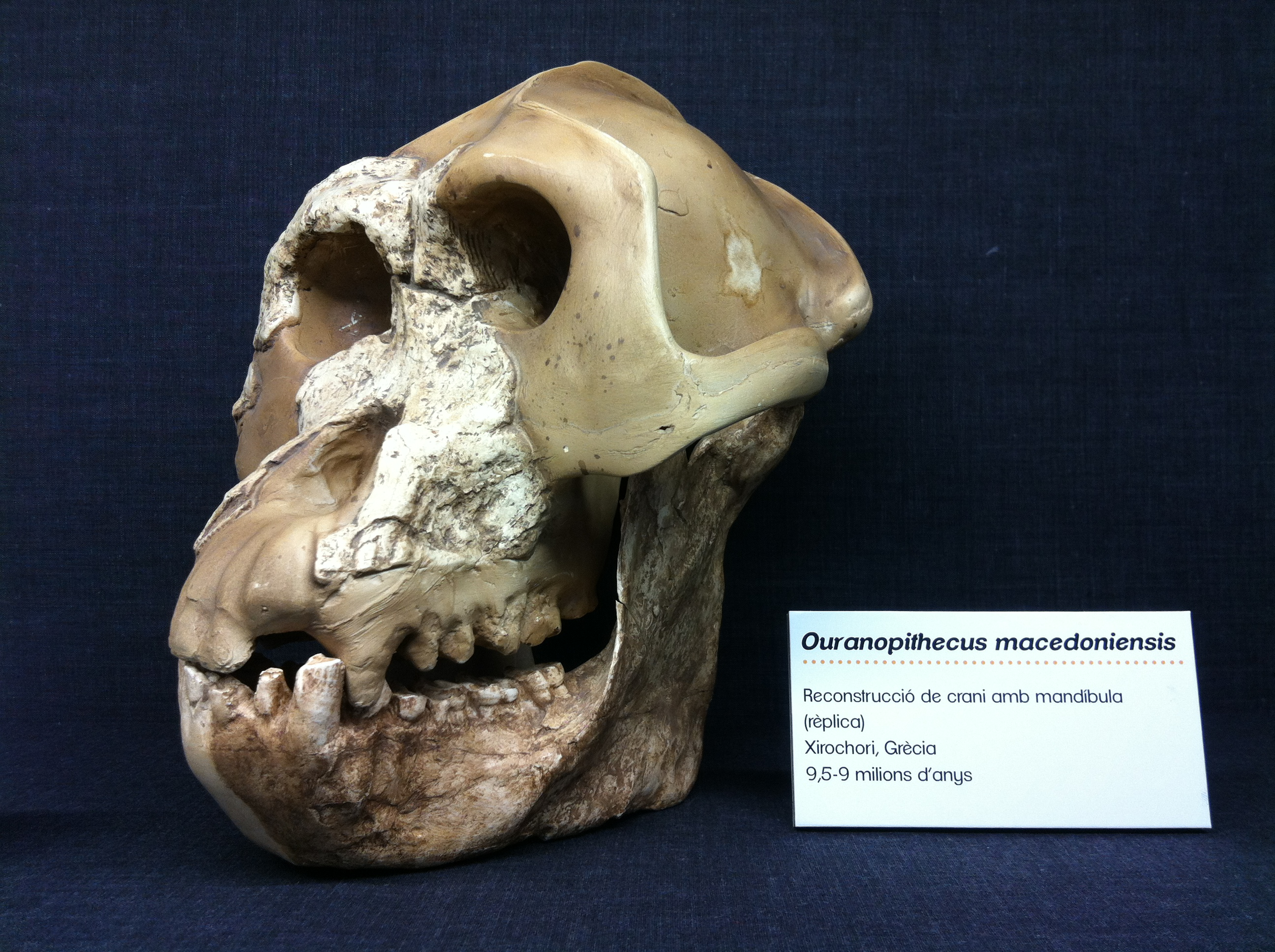
Rekonstrukce lebky rodu Ouranopithecus

## Fylogeneze
Fylogenetická pozice rodu Ouranopithecus je v současnosti nejasná, ale může být velmi důležitá. Podle většiny odborníků patří Ouranopithecus do podčeledi Dryopithecinae. Díky některým anatomickým znakům je často spojován s moderními africkými lidoopy i lidmi a někdy je dokonce zmiňován jako nejlepší kandidát na jejich předka. Stavbou obličeje se podobná zejména moderní gorile, utvářením zubů je však nejblíž robustním zástupcům rodu Australopithecus. Z pozdně miocenních hominidů je nejpodobnější rodu Nakalipithecus z Keni.
Příbuznost s gorilami či lidmi nelze zatím vyloučit, ačkoliv se může jednat i o konvergentní evoluci, způsobenou velikostí zvířete a potravní adaptací. Přesnější určení příbuzenských vazeb znemožňují i chybějící doklady postkraniální kostry.
Ouranopithecus tudíž může být předkem afrických lidoopů a člověka, ale také slepou vývojovou větví a nejmladším zástupcem podčeledi Dryopithecinae. Odpověď na otázku, zda evropští hominidé vyhynuli bez potomků nebo se stali předky afrických homininů bude nutné v budoucnu podložit novými nálezy. V každém případě je Ouranopithecus poslednímu předku moderních homininů velmi blízko, mnohem blíž než známější Dryopithecus.